# عملة دولية
تُعتبر العملة الدولية، أو العملة التي تتجاوز الحدود الوطنية، أو العملة العالمية في سوق الصرف الأجنبي والتمويل الدولي عملة يُتداول بها دوليًا دون حدود.

## تاريخيًا وحاليًا

### الدولار الإسباني (من القرن السابع عشر حتى القرن التاسع عشر)
في القرنين السابع عشر، والثامن عشر كان استخدام الدولارات الإسبانية الفضية واسع الانتشار، والتي كانت تُعرَف أيضًا باسم «القطع الثمانية»، فقد امتد استخدامها من المقاطعات الإسبانية في الأمريكتين غربًا إلى آسيا، وشرقًا إلى أوروبا مشكّلة بذلك أول عملة منتشرة على مستوى العالم. ساعد كلّ من التفوق السياسي لإسبانيا، وطرقها التجارية الهامة عبر المحيط الأطلسي، والمحيط الهادئ، وجودة قطعها النقدية، ونقاء الفضة فيها على أن تصبح مقبولة دوليًا لمدة ثلاثة قرون تقريبًا. كانت عملة قانونية في الأقاليم الإسبانية في المحيط الهادئ كالفلبين، وغوام، وميكرونيزيا، من ثم أصبحت كذلك في الصين، ودول جنوب شرق آسيا الأخرى حتى منتصف القرن التاسع عشر، وفي الأمريكتين كانت عملة قانونية في كل من أمريكا الجنوبية، والوسطى (باستثناء البرازيل) وفي الولايات المتحدة، وكندا حتى القرن التاسع عشر.

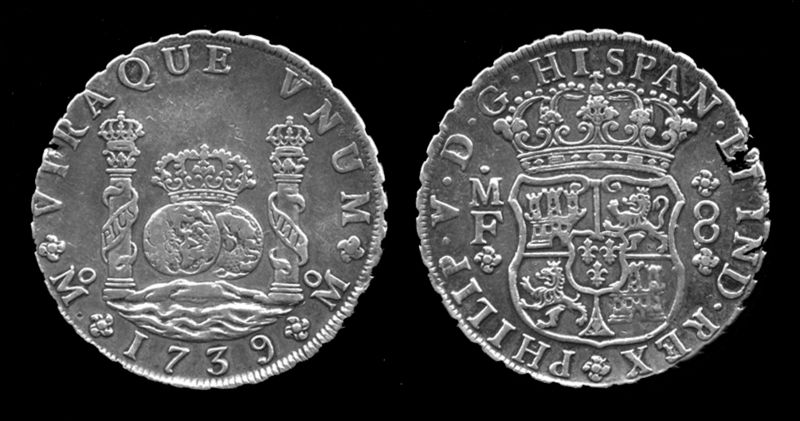
الدولار الإسباني لفيليب الخامس ملك إسبانيا، 1739

كان الدولار الإسباني العملة القانونية في الولايات المتحدة حتى قانون سكّ العملات لعام 1857. في أوروبا كان العملة القانونية لشبه الجزيرة الإيبيرية، ومعظم إيطاليا متضمّنة: ميلان، ومملكة نابولي، وصقليا، وسردينيا، وفي فرانش كونته (فرنسا)، وفي هولندا الإسبانية، واستُخدم في الدول الأوروبية الأخرى بما فيها مقاطعات هابسبورغ النمساوية.
بعد استقلال المكسيك في عام 1821، استمر استخدام الدولار الإسباني في مناطق كثيرة من الأمريكتين، وكان ذلك إلى جانب البيزو المكسيكي منذ عام 1860 فصاعدًا. يعود أصل كل من البيزو المكسيكي، والدولار الأمريكي، والدولار الكندي إلى الدولار الإسباني، بما في ذلك استخدام علامة البيزو ($)، والمعروفة أيضًا باسم علامة الدولار.

### قاعدة الذهب (في القرنين التاسع عشر والعشرين)
قبل وأثناء معظم القرن التاسع عشر، كانت تسيطر العملات التي تُمثّل أوزنًا من الذهب على التجارة العالمية، وكانت معظم العملات الدولية آنذاك مجرد طرق مختلفة لقياس أوزان الذهب (مثل فكرة أن الياردة والمتر كلاهما يقيس الطول، ويرتبطان بعامل تحويل ثابت)، هذا ما يجعل البعض يؤكد أن الذهب كان العملة العالمية الأولى في العالم، وكان لانهيار معيار الذهب الدولي الذي ظهر في وقت قريب من الحرب العالمية الأولى آثار كبيرة على التجارة العالمية.

### الجنيه الاسترليني
قبل عام 1944 كانت العملة المرجعية العالمية هي الجنيه الاسترليني للمملكة المتحدة، ووُصف مؤخرًا تأثير الانتقال بين الجنيه الاسترليني والدولار الأمريكي على البنوك المركزية.

### الدولار الأمريكي
ثُبّتت في الفترة التي تلت مؤتمر بريتون وودز في عام 1944 أسعار الصرف في جميع أنحاء العالم على دولار الولايات المتحدة، والذي يمكن استبداله بمبلغ ثابت من الذهب، ما عزّز هيمنة الدولار الأمريكي كعملة عالمية.
منذ انهيار سعر الصرف الثابت وقاعدة الذهب، وسعر الصرف العائم (بدون تدخّل البنك المركزي) بعد اتفاق سميثسونيان في عام 1971، لم تعد معظم العملات في العالم مرتبطة بدولار الولايات المتحدة، ولكن لأن الولايات المتحدة تملك أكبر اقتصاد في العالم، ما تزال معظم المعاملات الدولية تجري بدولارها، وبقيت العملة العالمية الفعلية.
وفقًا لروبرت غيلبين في الاقتصاد السياسي العالمي: فهم النظام الاقتصادي الدولي (لعام 2001) «تتراوح المعاملات المالية الدولية التي تعتمد على الدولار بين 40 إلى 60 في المئة، وعلى مدى عقود كان الدولار هو العملة الاحتياطية الرئيسية في العالم، وكان يمثّل الدولار في عام 1996 ما يقارب ثلثي احتياط النقد الأجنبي في العالم، مقارنة بالربع بالنسبة لليورو».
ما تزال بعض عملات العالم مرتبطة بالدولار، وذهبت بعض بلدان العالم إلى أبعد من ذلك وألغت عملتها لصالح دولار الولايات المتحدة.
كان هناك فقط منافسَين جدّيَين للدولار الأمريكي كعملة عالمية، إذ كان يُستَخدم الين الياباني خلال الثمانينيات كعملة دولية بشكل متزايد، ولكن تضاءل هذا الاستخدام مع الركودة اليابانية التي حدثت في التسعينيات، وفي الآونة الأخيرة تنافس اليورو بشكل متزايد مع دولار الولايات المتحدة.

### اليورو
أخذ اليورو مكانه كعملة احتياطية رئيسية من المارك الألماني (العملة الألمانية دي إم)، وزادت نسبته في الاحتياطات الرسمية مع سعي البنوك إلى تنويع احتياطاتها، وتوسيع نطاق مداولاتها في مناطق اليورو.
وكما هو الحال مع الدولار، ترتبط بعض عملات العالم مع اليورو، مثل عملات أوروبا الشرقية كالليف البلغاري، والعديد من عملات غرب أفريقيا كيسكودو جزر الرأس الأخضر، والفرنك الأفريقي (عملة تستخدمها عدة بلدان في غرب أفريقيا كبينين والنيجر). تبنّت الدول الأوروبية الأخرى اليورو على الرغم من أنها ليست أعضاء في الاتحاد الأوروبي من أجل توحيد عملاتها مع الدول الأعضاء، أو من أجل استبدال عملاتها من جانب واحد كأندورا، وموناكو، وكوسوفو، والجبل الأسود، وسان مارينو، والفاتيكان.
اعتبارًا من ديسمبر 2006، تجاوز اليورو الدولار بالقيمة المجموعة للنقد المتداول. وارتفعت قيمة أوراق اليورو المتداولة إلى أكثر من 610 مليارات يورو، أي ما يعادل 800 مليار دولار أمريكي بأسعار الصرف في ذلك الوقت. أظهر تقرير صادر عن منظمة التجارة العالمية في عام 2016 أن تجارة الطاقة، والغذاء، والخدمات في العالم تجري بنسبة 60% بالدولار الأمريكي، و 40% باليورو.

### اليوان الصيني
اعتبارًا من عام 2013، وكنتيجة للتداول السريع للرنمينبي (اليوان)، كانت هذه العملة هي العملة الثامنة في التداول على مستوى العالم. في نهاية نوفمبر 2015 حُدّدت عملة الرنمينبي كأحد العملات العالمية في العالم، وأصبحت واحدة من سلة العملات المعروفة باسم حقوق السحب الخاصة.

### المقترحات المؤخرة (في القرن الواحد والعشرين)

#### الحكومية
دعا الكرملين في 16 مارس 2009 من أجل قمة مجموعة العشرين في أبريل 2009 إلى عملة احتياطية تتجاوز الحدود الوطنية، كجزء من محاولة لإصلاح النظام المالي العالمي، واقتُرح في وثيقة احتوت على مقترحات لاجتماع مجموعة العشرين أن تُوجّه تعليمات إلى صندوق النقد الدولي (أو مجموعة عمل مُخصّصة لمجموعة العشرين) من أجل إجراء دراسة خاصة لمراجعة الخيارات التالية:
- توسيع قائمة العملات المُستَخدمة كعملات احتياطية، بناءً على مجموعة من التدابير المُتفق عليها لتعزيز تطوير المراكز المالية الإقليمية الرئيسية، وفي هذا السياق يجب التفكير في إيجاد آليات خاصة تقلّل من التقلّب في أسعار صرف هذه العملات الاحتياطية.
- إدخال عملة احتياطية فوق وطنية تُصدرها المؤسسات المالية الدولية، وهنا يجب أن يلعب صندوق النقد الدولي دورًا هامًا في مراجعة، وجدوى، وضرورة اتخاذ تدابير لضمان الاعتراف بحقوق السحب الخاصة كعملة «احتياطية أعلى» من قبل كل دول العالم.[9][10]

في 24 مارس 2009، دعا تشو شياو شوان، رئيس بنك الشعب الصيني، إلى إصلاح خلّاق للنظام النقدي الدولي الحالي عن طريق إصدار عملة احتياطية دولية، معتقدًا أن ذلك سيقلّل بشكل كبير من مخاطر حدوث أزمة في المستقبل، وسيُحسّن إدارة الأزمات. واقترح تشو أن حقوق السحب الخاصة لصندوق النقد الدولي (سلة عملات تضم الدولار واليورو والينمنبي والين والجنيه الإسترليني) قد تكون بمثابة عملة احتياطية فائقة السيادة، ولا تتأثر بسهولة بسياسات البلدان الفردية. ولكن رفض الرئيس الأمريكي أوباما الاقتراح آنذاك مُدّعيًا أن الدولار قوي بشكل غير عادي في الوقت الحالي. وفي قمة مجموعة الثمانية في يوليو 2009، أعرب الرئيس الروسي عن رغبة روسيا في الحصول على عملة احتياطية جديدة تتجاوز الحدود الوطنية من خلال إظهار عملة معدنية يمكن سكّها.
في 30 مارس 2009، أثناء القمة الثانية الأمريكية الجنوبية العربية في قطر، اقترح الرئيس الفنزويلي هوجو شافيز إنشاء عملة بترولية، تدعمها احتياطات النفط الضخمة في الدول المنتجة للنفط.

## عالم العملة الواحدة
يشير التعريف البديل للعملة العالمية إلى عملة عالمية افتراضية، أو عملة متفوقة، مثل التيرا، أو الدِي (اختصار الدولار، واليورو، والين)، تُنتَج وتُدعَم من قبل البنك المركزي، وتُستخدم في جميع المعاملات على مستوى العالم بغض النظر عن جنسية الكيانات التي تستخدمها (الأفراد، أو الشركات، أو الحكومات، أو المنظمات الأخرى)، ولا توجد حاليًا مثل هذه العملة الرسمية.
غالبًا ما يجادل المدافعون، وخاصة كينز عن فكرة العملة العالمية، بأن عملة كهذه لن تعاني من التضخم، الذي كان له آثار كارثية على الاقتصادات. بالإضافة إلى ذلك، يجادل الكثيرون بأن وجود عملة عالمية واحدة سيجعل تسيير الأعمال الدولية أكثر كفاءة، وسيشجع الاستثمار الأجنبي المباشر.
هناك العديد من الأشكال المختلفة للفكرة، بما في ذلك إمكانية إدارتها من قبل بنك مركزي عالمي يحدد معياره النقدي الخاص، أو يكون معياره هو الذهب. غالبًا ما يشير المؤيدون إلى اليورو كمثال على عملة تتجاوز الحدود الوطنية بنجاح يستخدمها اتحاد دول ذو لغات، وثقافات، واقتصادات متباينة.
اقتُرحت عملة عالمية أخرى تنص على استخدام عملة افتراضية للمساعدة في التعامل بين البلدان. الفكرة الأساسية هي استخدام ميزان التجارة لإلغاء العملة المطلوبة بالفعل من أجل التداول.
بالإضافة إلى فكرة وجود عملة عالمية واحدة، تشير بعض الأدلة إلى أنه من الممكن أن يطوّر العالم عملات عالمية متعددة تُتَبادل بنظام سوق فردية. تشير زيادة استخدام العملات العالمية الرقمية المملوكة من قبل شركات، أو مجموعات خاصة مثل فين إلى أنه قد توفر عملات عالمية متعددة تنسيقات أوسع للتداول؛ لأنها تكتسب قوة، وقبولًا واسعَين.   

## البيتكوين وسلسلة الكتل
قد توفر فكرة سلسلة الكتل إمكانية وجود نظام لا مركزي يعمل دون تدخل بشري قادر على القضاء على خلاف إدارة البنك المركزي العالمي، وتُعتبر البيتكوين أقرب مرشح لعملة عالمية لا مركزية.

## الصعوبات

### فائدة إضافية محدودة مع تكلفة إضافية
يجادل بعض الاقتصاديين بأن وجود عملة عالمية واحدة أمر غير ضروري؛ لأن الدولار الأمريكي يوفر العديد من فوائد العملة العالمية، مع تجنب بعض التكاليف. فإذا كان العالم لا يشكل منطقة مناسبة لعملة مثالية، سيكون من غير الفعال اقتصاديًا وجود عملة واحدة.

### دول متعارضة اقتصاديًا
في العالم الحالي، لا تستطيع الدول العمل معًا بشكل وثيق بما يكفي لإنتاج ودعم عملة مشتركة. يجب أن يكون هناك مستوى عال من الثقة بين البلدان المختلفة قبل إنشاء عملة عالمية حقيقية، إذ من الممكن أن تقوّض العملة العالمية السيادة الوطنية للدول الأصغر.

### إعادة توزيع الثروة
يحدد سعر الفائدة الذي يحدده البنك المركزي بشكل غير مباشر سعر الفائدة الذي يجب على العملاء دفعه على قروضهم البنكية. يؤثر سعر الفائدة هذا على معدل الفائدة بين الأفراد، والاستثمارات، والبلدان. وينطوي إعطاء القروض للفقراء على مخاطر أكبر من إعطائهم للأغنياء.